# Hội họa Ngũ đại Thập quốc

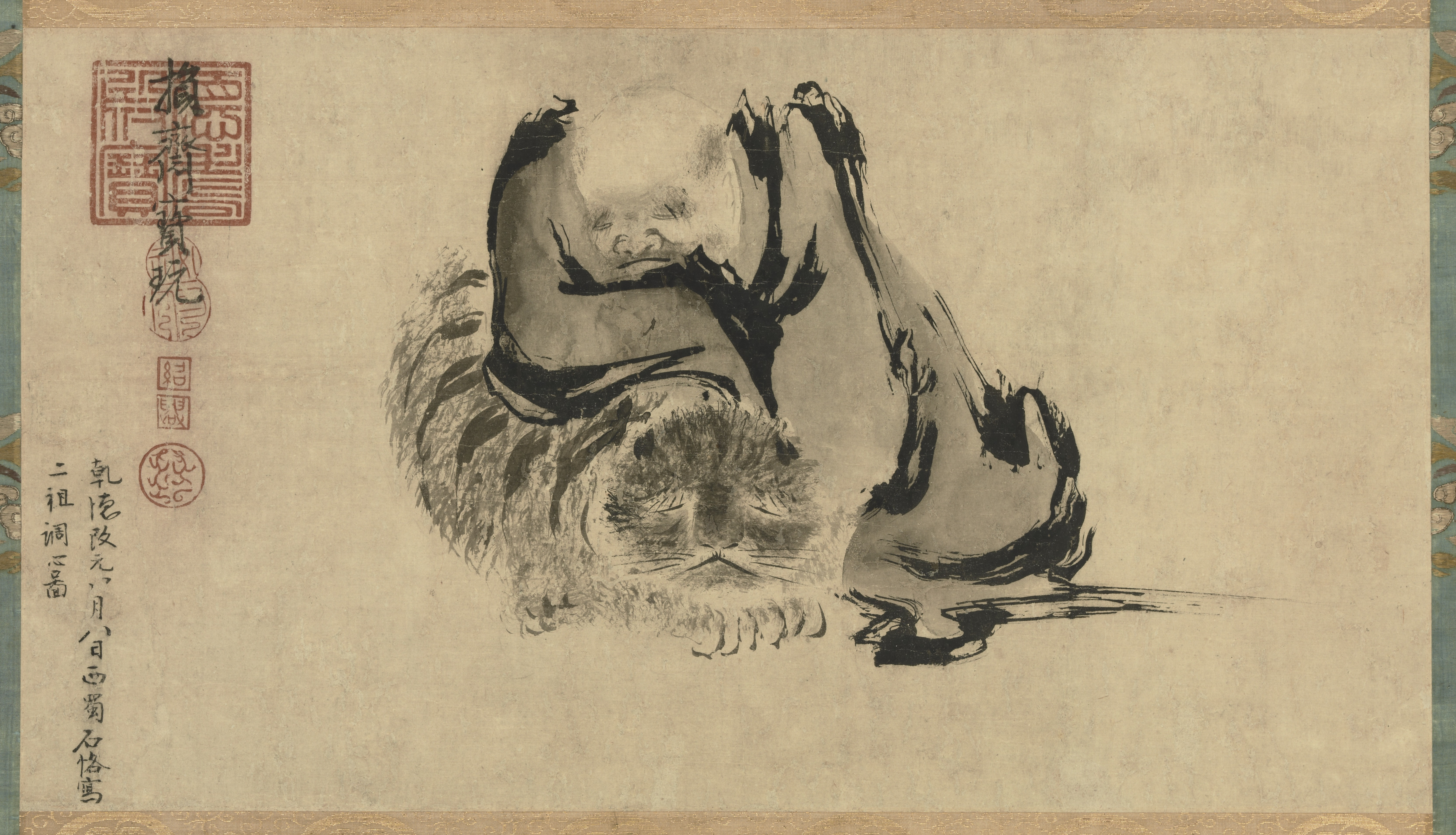
"Nhị Tổ điều tâm đồ" của tác giả Thạch Khác người Hậu Thục.

Hội họa Ngũ đại Thập quốc (chữ Hán: 五代十國繪畫) chủ yếu kế thừa hội họa triều Đường, đồng thời cũng có sự sáng tạo mới mẻ.

## Lịch sử
Các nước Nam Đường, Tiền Thục, Hậu Thục, Ngô Việt do cường thịnh, hoàng thất và sĩ nhân các nước này có đời sống giàu có, sản sinh ra họa viện cung đình, khiến nghệ thuật hội họa phát triển theo hướng ngắm nhìn thưởng thức, tập trung, trong đó cũng sản sinh ra rất nhiều gia tộc là đơn vị quần thể sáng tác. Năm 935, Hậu Thục thiết lập "Hàn lâm đồ họa viện", họa viện cung đình chính thức đầu tiên của Trung Quốc, sau đó Nam Đường cũng thiết lập đồ họa viện. Đồ họa viện tập hợp một nhóm họa gia trứ danh, cùng nhau thảo luận nghiên cứu, tạo nên nhiều thành tựu. Các chủ đề trong hội họa của họ như nhân vật, sơn thủy, chim hoa đều có sự phát triển nhất định, đặc biệt, sơn thủy họa và điểu hoa họa có ảnh hưởng lớn đến phong cách hội họa thời Tống.
Do Trung Nguyên chiến loạn liên miên, vào thời kỳ Ngũ Đại Thập Quốc có rất nhiều họa gia di chuyển từ Trung Nguyên đến khu vực tây nam và đông nam, đồng thời ẩn cư ở vùng thâm sơn, khiến sơn thủy họa phát triển nhanh chóng, hoa điểu họa thì nổi lên. Thủy mặc sơn thủy họa vào thời Ngũ Đại đã tiến vào giai đoạn thành thục, họa gia hiểu rõ giá trị của sinh hoạt, nhận thấy điểm đặc sắc của hoàn cảnh tự nhiên, dùng các kỹ thuật không giống nhau để tái hiện, hình thành hai phái là Kinh Quan ở phương bắc và Đổng Cự ở phương nam. Với Sơn thủy họa ở phương bắc, sư đồ có danh tiếng nhất là Kinh Hạo và Quan Đồng thời Hậu Lương, Kinh Hạo đào tình lâm tuyền, ký thú đan thanh, người đời gọi là "Hồng Cốc Tử". Ông là bậc kỳ tài về việc vẽ tranh núi cao non thẳm, tác phẩm "Khuông Lư đồ" của ông được gọi là "toàn cảnh sơn thủy". Quan Đồng là bậc kỳ tài về vẽ thế sông núi, trong khung cảnh hùng hồn có thêm vẻ tan hoang trống trải của phương bắc, các tác phẩm có thể kể đến như "Quan sơn hành lữ đồ", "Thu sơn vãn thúy đồ". Sơn thủy họa phương nam có sư đồ nổi tiếng Đổng Nguyên, Cự Nhiên ở nước Nam Đường, họ đều tài giỏi trong việc vẽ tranh thủy mặc miêu tả cảnh sắc Giang Nam. Đổng Nguyên là bậc kỳ tài trong việc sử dụng "phi ma thuân", khéo dùng đạm mặc khinh lam để thoát khỏi thiên chân buồn tẻ của Giang Nam, có tiếng nhất là "Động thiên sơn đường", "Hàn lâm trọng đinh đồ". Cự Nhiên kế thừa trực tiếp họa pháp của Đổng Nguyên, các tác phẩm nổi tiếng có thể kể đến như "Vạn hác tùng phong đồ", "Tằng nham tùng thụ đồ".
Về điểu hoa họa thì có tiếng nhất là như Từ Hy nước Nam Đường hay Hoàng Thuyên nước Hậu Thục. Hoàng Thuyên giỏi vẽ các loại chim quý cỏ lạ trong cung đình, Từ Hy giỏi vẽ chim và hoa trên mặt nước sông hồ, hai người được gọi là "Hoàng-Từ", đương thời có ngạn ngữ "Hoàng gia phú quý, Từ Hi dã dật", các tác phẩm nổi tiếng có thể kể đến như "Tả sinh trân cầm đồ", "Tuyết trúc đồ".
Nhân vật họa thời Ngũ Đại Thập Quốc kế thừa phong cách hội họa nhân vật cung đình của Chu Phưởng và Trương Huyên thời Đường, nổi tiếng có Cố Hoành Trung, Chu Văn Củ và Thạch Khác. Hàn Hi Tái dạ yến đồ do Cố Toàn Trung vẽ theo lối tế nhị, mang sắc thái hoa lệ tươi vui, là tài sản nghệ thuật quý báu truyền thế. Chu Văn Củ thể hiện tình một cách sinh động khi khắc họa về nhân vật, là bậc thầy về trình độ miêu tả hình thể và tư thế, tác phẩm có "Tô lý biệt ý" và "An lạc cung nữ đồ". Thạch Khác ở Hậu Thục giỏi về nhân vật quỷ thần, hình tượng phần nhiều thể hiện dáng xấu xí kỳ dị, tác phẩm có "Nhị Tổ điều tâm đồ". Thời Ngũ Đại, đạo sĩ Trương Tố Thanh giỏi về Đạo họa.